# نادي سامبيردارينيزي
نادي سامبيردارينيزي (بالإيطالية: Ginnastica Sampierdarenese)‏، نادي كرة قدم إيطالي يقع في مدينة جنوى في إيطاليا، تأسس عام 1899. ثم تم حل النادي في 1946. فاندمج مع نادي أندريا دوريا ليكونا نادي سامبدوريا.